# Ивошевић Село
Ивошевић Село је насељено мјесто у саставу града Карловца, на Кордуну, у Карловачкој жупанији, Република Хрватска.

## Географија
Ивошевић Село се налази око 23 км југоисточно од Карловца.

## Историја
Ивошевић Село се од распада Југославије до августа 1995. године налазило у Републици Српској Крајини.

## Становништво
Према попису становништва из 2011. године, насеље Ивошевић Село је имало 7 становника.
| Националност       | 1991. | 1981. | 1971. | 1961. |
| Срби               | 18    | 27    | 35    | 43    |
| остали и непознато |       |       |       |       |
| Укупно             | 18    | 27    | 35    | 43    |

| Демографија | Демографија | Демографија |
| Година      | Становника  | Становника  |
| ----------- | ----------- | ----------- |
| 1961.       | 43          |             |
| 1971.       | 35          |             |
| 1981.       | 27          |             |
| 1991.       | 18          |             |
| 2001.       | 13          |             |
| 2011.       |             | 7           |